# Traktat o cudach św. Franciszka
Traktat o cudach św. Franciszka (łac. Tractatus de miraculis beati Francisci) – jedno z czterech dzieł Tomasza z Celano o św. Franciszku z Asyżu.
Pierwsza wzmianka na temat autorstwa Tomasza z Celano pochodzi z kroniki Salimbene degli Adami (1221-1287).

## Cel i wartość
Powodem powstania dzieła było uzupełnienie Życiorysu drugiego w informacje o cudach św. Franciszka, które nie zostały w nim szerzej omówione. A szczególnie w te, które były dokonane po jego śmierci i o których znano wtedy w zakonie.
Nowe dzieło miało zawierać wszystkie znane (na tamten czas) cuda, które uczynił Bóg za pośrednictwem świętego i stanowić potwierdzenie świętości Franciszka. Także władze zakonne były zainteresowane w ukazaniu świętości osoby Franciszka, co miało być poświadczeniem, że założony przez niego Zakon Braci Mniejszych jest potwierdzony przez Boga. To było konieczne, jako odpowiedź na nieufność wobec zakonu ze strony pewnych środowisk Uniwersytetu Paryskiego i niektórych biskupów.
Traktat miał być tylko uzupełnieniem Życiorysu drugiego jednak został uznany za jedno z odrębnych dzieł Tomasza z Celano. Dokument przedstawia dane historyczne rozwoju kultu św. Franciszka, mówi o wpływie na rozwój duchowy i życie wiernych, podaje wiele informacji dotyczących Zakonu Braci Mniejszych (imiona osób, miejsca przebywania braci i ich wspólnot).  

## Czas powstania
Autor napisał Traktat w latach 1250-1253. Dzieło razem z listem zostało przesłane ówczesnemu generałowi zakonu Janowi z Parmy i przedstawione kapitule generalnej w Metzu (we Francji) pod koniec maja 1234.

## Źródła
Przy napisaniu Traktatu autor wykorzystał materiały pochodzące z: Życiorysu pierwszego, Życiorysu drugiego, Legendy do użytku chórowego, a także relacje świadków (pochodzące z różnych okresów).

## Struktura
Traktat został podzielony przez autora na dziewiętnaście rozdziałów (198 paragrafów), a cuda pogrupowane według tematów. W tekście można wyodrębnić pięć bloków tematycznych: w pierwszym jest mowa o największym cudzie - powstaniu zakonu, w drugim o stygmatyzacji, w trzecim opisane są cuda uczynione za życia, największy czwarty opisuje cuda uczynione po śmierci, piąty zamykający zawiera relacje autora na temat intencji i celu powstania jego dzieła.

## Przekaz tekstu
Do naszych czasów ocalał tylko jeden Kodeks z Marsylii zawierający tekst w całości i dziewięć innych zawierających tylko fragmenty Traktatu.
Po raz pierwszy został wydany w 1899 roku przez F. Van Ortroya, a Eduard d´Aleçon włączył tekst Traktatu do swojego wydania krytycznego dzieł Tomasza z Celano z 1906 roku, natomiast franciszkanie z Quaracchi umieścili go w 10 tomie ,,Analecta Franciscana”.